# Palacio de Pedro I el Cruel (Cuéllar)
El Palacio de Pedro I el Cruel, Palacio de los Velázquez o Casa de la Torre es un edificio de origen románico del siglo XIII, que está situado en la villa de Cuéllar, municipio de la provincia de Segovia, en la comunidad autónoma de Castilla y León (España).
Se trata de la casa solar de la familia Velázquez de Cuéllar, quienes lo llamaron a partir del siglo XVII Casa de la Torre, y actualmente es conocido con el nombre de Pedro I por haber celebrado este monarca castellano su banquete de bodas con Juana de Castro en 1354 en el edificio.
Fue declarado Bien de Interés Cultural el 20 de julio de 1974.

## Historia
La primera noticia de su existencia data del año 1348, cuando Don Juan Manuel, hijo del infante don Manuel, dona este complejo a Elvira Blázquez, mujer de Pedro González Dávila, repoblador de Ávila y cabeza del linaje Velázquez de Cuéllar, quien llegó a la villa a principios del siglo XIV y en pocos años llegó a ser uno de los más importantes personajes de la época cuellarana, como lo atestigua haber sido uno de los fundadores de la Casa de los Linajes de Cuéllar. La donación fue otorgada por carta fechada en 12 de octubre de dicho año, manifestando:

Sepan quantos esta carta bieren como yo Don Juan, fijo del Infante Don Manuel, adelantado maior de la Frontera, por hacer bien e merced a vos doña Elvira, muger de Pero Gonzalez, defunto, mio vasallo e mio alcayde que fue en Cuellar... el barrio de señor Sant Esteuan de la nuestra villa de Cuellar junto con las casas que ahi tenemos e la nuestra heredat de Villoria...
Gonzalo de la Torre

Sin duda alguna cuando habla de aquellas casas hace referencia a este complejo palaciego, situado como dice el documento, en dicho barrio, a espaldas de la iglesia de San Esteban.
El edificio, junto con la heredad y el palacio que existía en Viloria del Henar, fueron agregados al mayorazgo familiar, pasando de generación en generación, recayendo primeramente en los Condes de Cobatillas, y pasando más tarde a los Marqueses de Vellosillo. En el siglo XVII era propiedad de Luis Jerónimo de Contreras y Velázquez de Cuéllar, I conde de Cobatillas y I vizconde de Laguna de Contreras, quien se titula señor de los mayorazgos y Casa de la Torre, y del Palacio de Viloria.
Desde entonces, y hasta la Desamortización de Mendizábal, el edificio permaneció en la familia Velázquez. Más tarde pasó a manos de la familia de la poetisa Alfonsa de la Torre, siendo a principios del siglo XX y durante varias décadas, fábrica de achicoria, corriendo la misma suerte que otros edificios históricos de la villa.
Finalmente el palacio cae por herencia en manos de Alfonsa de la Torre, que contemplaba la idea de convertirlo en una fundación cultural que llevara su nombre, tal y como la propia poetisa dejó escrito en su testamento.
Pero su sueño se rompió, pues tras un confuso testamento, se contemplaban como herederos su hermano Alfonso, hombre analfabeto y de poca estimación, y Ángeles Fernández, una asturiana víctima de José García Nieto en el Premio Adonais de 1950, cuando el José García Nieto se premió así mismo utilizando a esta mujer, y que había vivido recluida medio siglo en la finca que Alfonsa poseía a las afueras de Cuéllar. 
Mediante unas turbulentas negociaciones iniciadas en 1993, en 1998 el Ayuntamiento de Cuéllar consigue adquirir el inmueble, realizando una primera intervención en 1999.
En 2002, y a través de la Junta de Castilla y León, mediante un convenio entre el Ayuntamiento de Cuéllar (40 %) y la Fundación INCYDE (60 %), junto con la Cámara de Comercio de Segovia, y con un presupuesto final de 650 910 euros, se realiza la definitiva restauración del palacio, para inaugurarlo en el año 2005 como Vivero de Empresas de Cuéllar, destinado a los jóvenes emprendedores. También ofrece una Sala de Actividades Múltiples, con fines culturales.

### Pedro I de Castilla

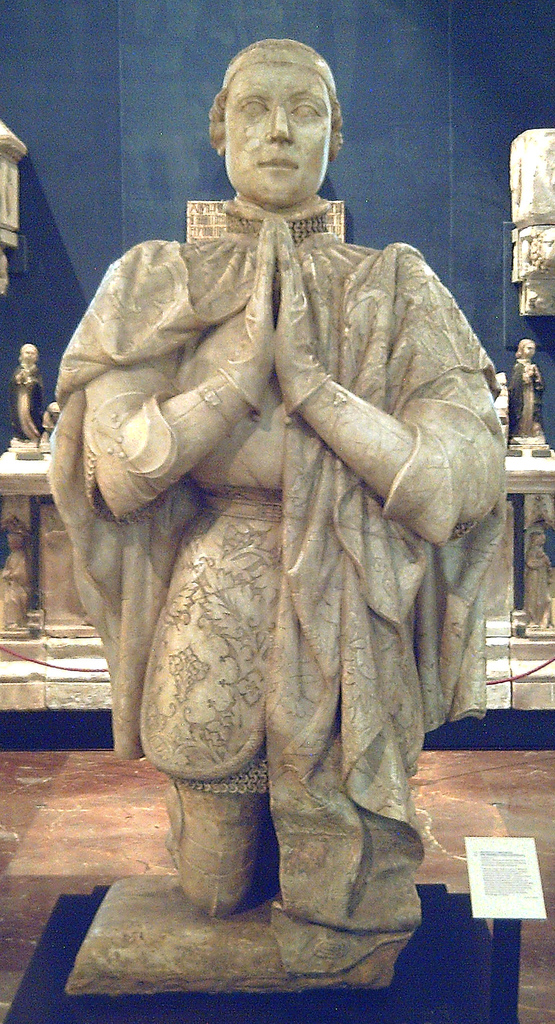
Estatua de Pedro I.

Este edificio aparece vinculado en la historia con los amoríos y desdenes de Pedro I de Castilla, hecho que ha motivado la actual denominación del palacio.
Tras las desavenencias surgidas entre el matrimonio de Pedro I con doña Blanca de Borbón, el rey forzó a los obispos de Ávila y Salamanca mediante la violencia, a anular su matrimonio con doña Blanca, para contraer nuevo matrimonio con doña Juana de Castro y Ponce de León, mujer linajuda y viuda.
El enlace se celebró en el mes de abril de 1354 en la iglesia de San Martín de Cuéllar, y la ceremonia fue oficiada por el obispo de Salamanca, Juan Lucero, celebrando el posterior banquete de bodas en el edificio que nos ocupa, quizá por ser el más adecuado en cuanto a sus características, pues pese a que ya entonces existía una fortaleza en Cuéllar, nada tenía que ver con el castillo que conocemos actualmente, obra de los Duques de Alburquerque a partir del siglo XV.
Poco duró este nuevo matrimonio del Rey, pues aseguran los cronistas posteriores que al día siguiente del enlace el rey la abandonó para irse alterado a Castrojeriz después de que un enviado llegase a Cuéllar con alarmantes nuevas respecto a un hermano de María de Padilla, otro de sus amores. Aun así, la nueva esposa tomó el título de reina, que usó a lo largo de su vida, en contra de la voluntad del rey, desde su castillo de Dueñas, parte de la dote que obtuvo, junto con el de Castrojeriz y el Alcázar de Jaén.

## Descripción
Se sitúa el palacio en las inmediaciones de la calle del Colegio, que une la plaza Mayor con la del Mercado del Pan, y por lo tanto en pleno centro del casco histórico de la villa.
Pertenece al arte románico y está considerado por muchos historiadores como «los restos del mejor palacio civil que se conserva en España», siendo muy pocos los ejemplos de esta época que han pervivido al paso del tiempo.

### Exterior

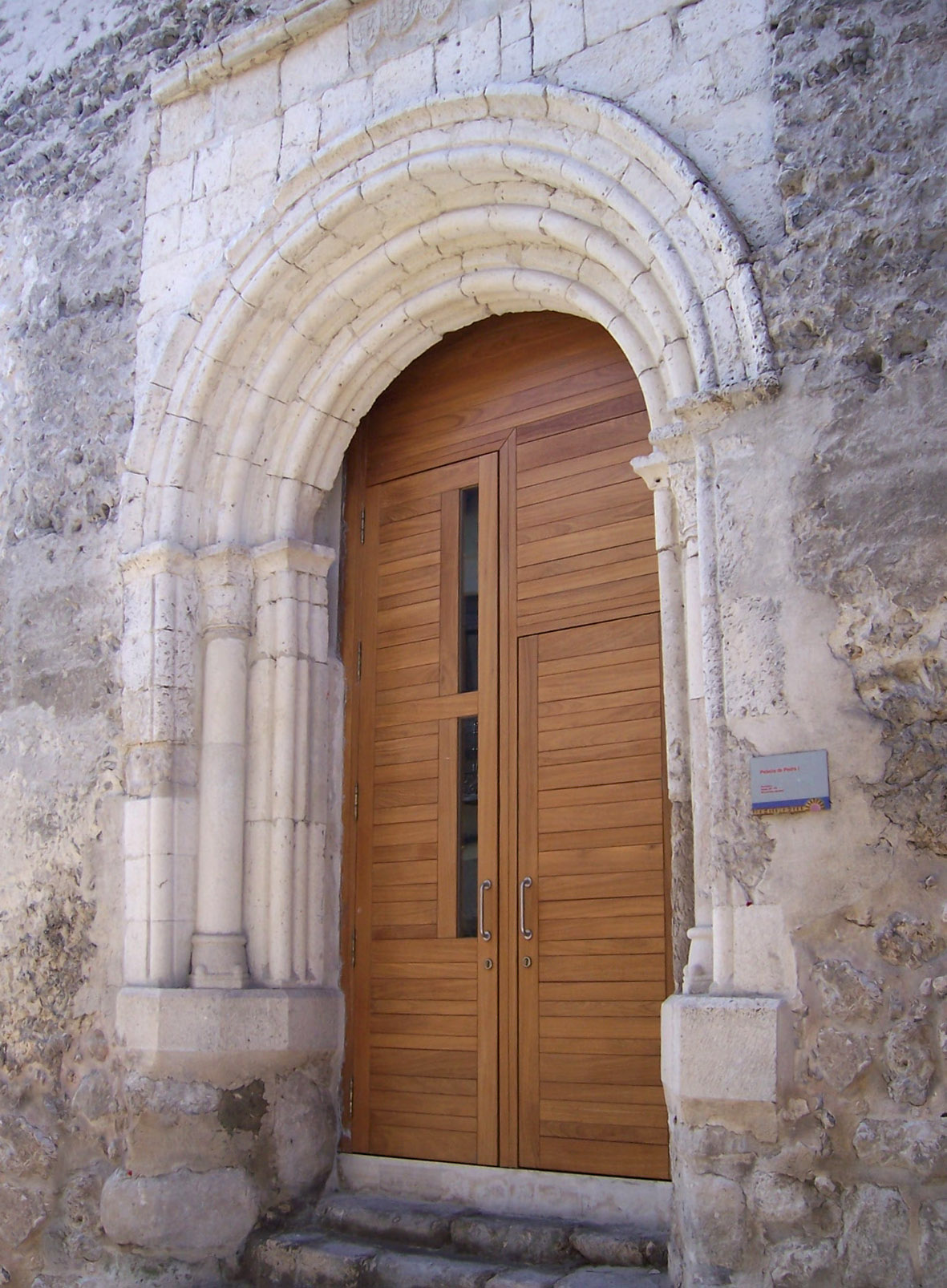
Portada románica.

Para descubrir su estructura original debemos ayudarnos de una descripción realizada en el año 1662, que nos asoma a imaginar cómo fue este colosal edificio en sus mejores años:

Tiene esta casa dos torres, grandes tapias de sillería y mampostería y el quarto principal tiene su portada de piedra de sillería con tres columnas a cada lado, y remata en arco, y encima de la primera cornisa ay tres targetas pequeñas, como de media vara: la de enmedio y las de los lados como de a tercia y en la de enmedio están trece roeles que están esculpidos en piedra, que son las armas de los Velázquez y a el lado derecho en la otra targeta ay cinco flores de lis que son las armas de los Xixones, y al lado izquierdo en la otra targeta que como las pasadas es de piedra ay cinco castillos y la atraviesa un vastón que divide los quarteles y cerca de la torre están dos escudos encima de un pilar que divide los quarteles y cerca de la torre están dos escudos encima de un pilar que divide dos ventanas angostas y en ella ay otros dos escudos del mismo tamaño, uno con las armas dhas de los Velázquez y otro con las de los Salinas. La torre que es la dha está descuvierta y arruinada y la que está al lado izquierdo de la puerta es torre fuerte está con su cuvierta y plaza de armas y tiene sus ventanas diversas con sus columnas de piedra.
Jesús Larios Martín, Nobiliario de Segovia, Tomo II, p. 504.

Actualmente se conserva con otra estructura distinta a la original, pues como apunta la descripción tenía dos torres, una a cada lado, y un pequeño recinto amurallado, quizás por ser durante un tiempo, señorío distinto al resto de la villa.
Una de las torres, posiblemente la izquierda aunque la descripción mantiene que era la derecha la que se encontraba en ruinas en el siglo XVII, ha desaparecido sin dejar rastro. Tampoco se conserva el muro que rodearía el conjunto, aunque excavaciones recientes han sacado a la luz restos de una muralla desconocida hasta el momento, en las cercanías del palacio.
El edificio consta de dos plantas principales, más la planta en que se divide la torre. Las ventanas superiores de las tres fachadas son dobles y geminadas, con arco de medio punto y mainel compuestas por una columnilla que porta un capitel, con motivos vegetales.

### Heráldica

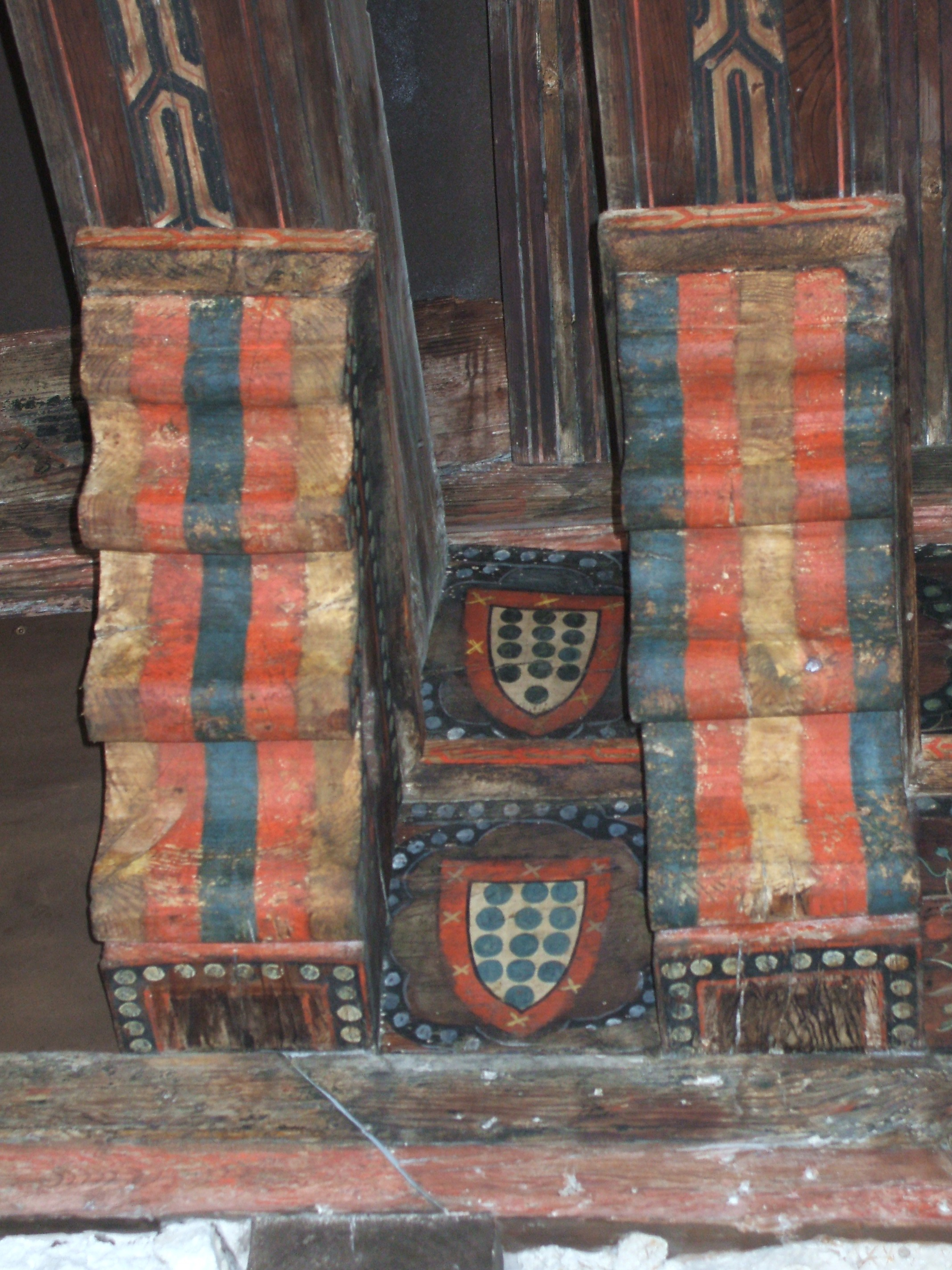
Detalle heráldico del artesonado policromado del Cuarto Principal.

De amplia fachada de cantería, la portada se centra en un arco de medio punto con arquivoltas y columnas, adornadas de capiteles con sierpes. 
Sobre el arco se localizan tres escudos heráldicos, que vistos desde nuestra izquierda representan las armas de: Velázquez, Gijón y Velasco. El primero de ellos corresponde a la familia propietaria, y los dos restantes a entronques matrimoniales de la misma; el último de ellos pertenece a María de Velasco y Guevara, sobrina de Pedro Fernández de Velasco, VI Condestable de Castilla, II Conde de Haro.
La descripción de 1662 nos indica al menos cinco piezas heráldicas más, que no han llegado a la actualidad. En el interior del palacio encontramos dos más esculpidos en piedra, así como alrededor de un centenar de escudos que forman parte de las policromías, repitiéndose una y otra vez las armas de Velázquez y Velasco. Por tanto, el armorial del palacio sería el siguiente:
- Velázquez: en campo de plata, trece roeles de azur. Bordura de gules con ocho aspas de oro.
- Velasco: jaquelado de quince piezas de oro y veros, sin la tradicional bordura componada de Castilla y León, atravesado por un bastón.
- Gijón: en campo de azur, cinco flores de lis de oro puestas en sotuer.
- Salinas: campo de plata con un roble de su color y dos lobos andantes, de sable, al pie del tronco. Bordura de gules con ocho aspas de sable.

### Interior

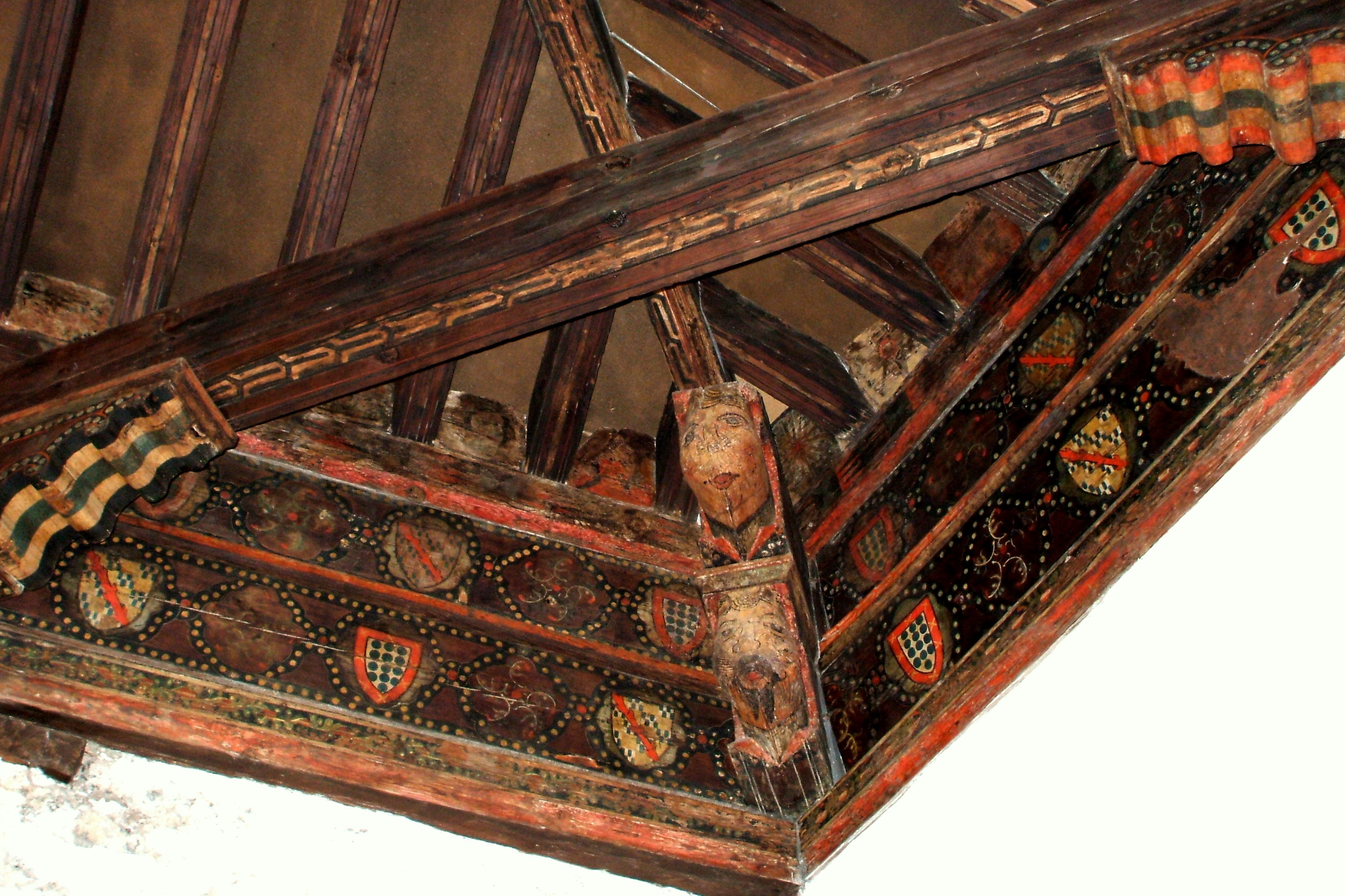
Artesonado policromado de la Sala Principal.

En la parte inferior se localizan dos grandes salas, separadas entre sí por un muro que conserva un portalón de cantería de buena factura.
Frente a la puerta principal contemplamos otra fachada embebida en el palacio, que posee otro arco de medio punto con arquivoltas y columnas, y sobre él dos pequeños escudos, semejantes a los de la fachada principal, pero en este caso totalmente picados, sin que se puedan descifrar las armas que contenían, que presumiblemente fueran Velázquez y Velasco. Esta puerta secundaria da paso a un amplio jardín. 
Antes de salir al jardín, a mano izquierda se conserva el pozo que surtía de agua al palacio, así como en la parte superior, restos de la chimenea que caldeaba la estancia en los días más fríos del invierno.
En la segunda planta se ubica una sala y el salón principal, la parte más noble del palacio, que también conserva restos de la chimenea, así como bancos de piedra junto a las ventanas principales, y una hornacina con decoración geométrica.
Junto a la puerta de entrada encontramos la escalera hacia la torre, de trazos rectos bordeando la pared. 
La última planta, iluminada por cuatro ventanales, ofrece una vista de la villa a 360°, con el mar de pinares como fondo.

### Policromías

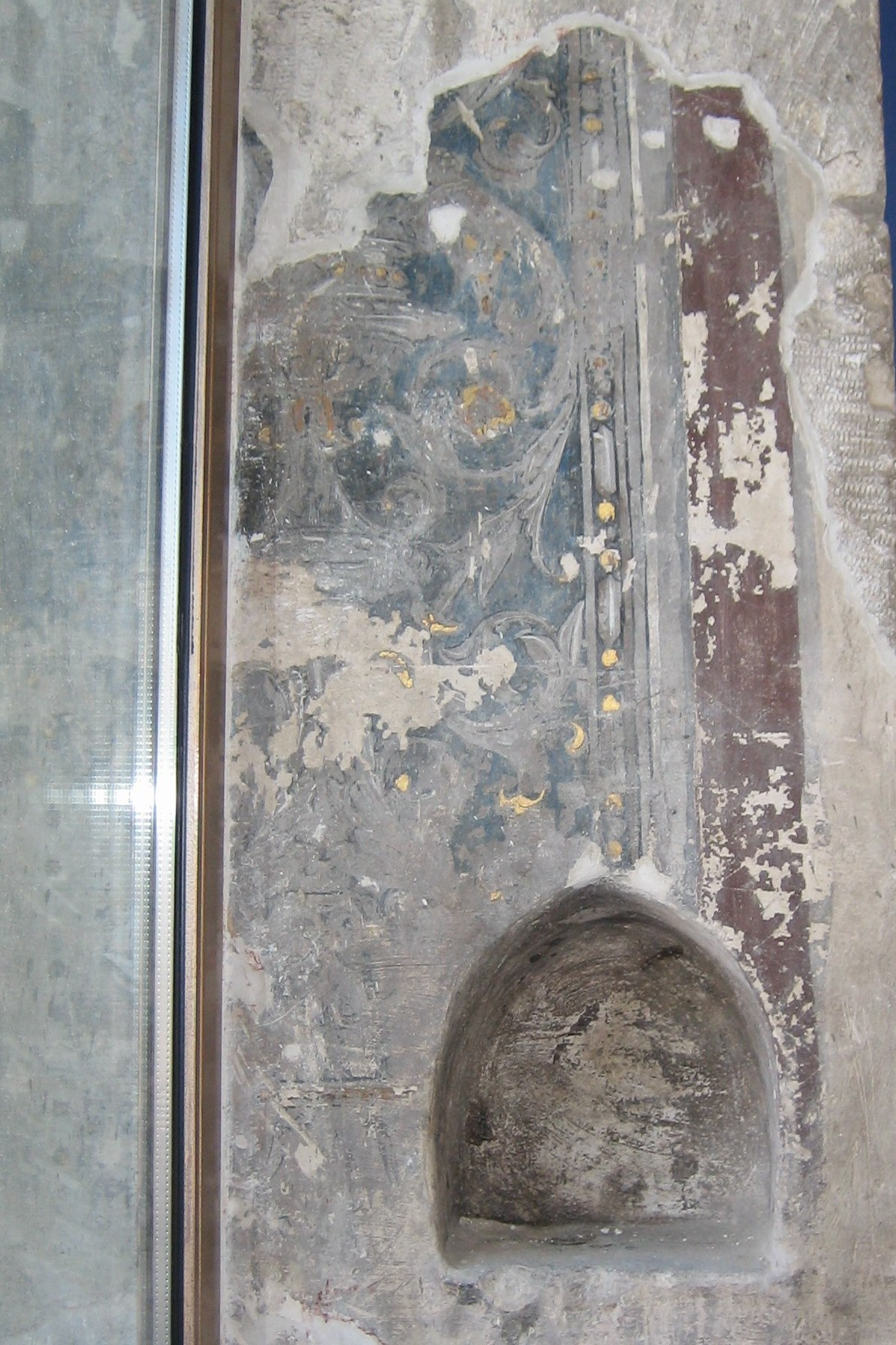
Detalle de la policromía de las paredes de la Sala Principal.

En la sala principal de la primera planta se conservan pequeñas policromías en el artesonado de madera, mientras que en la sala principal, en la segunda planta se conservan los restos de un espléndido artesonado policromado y tallado que fue restaurado en el año 2006 a través de un convenio entre la Junta de Castilla y León y el Ayuntamiento de Cuéllar, con un presupuesto de 81 996 euros al 50 %.
La restauración ha dejado al descubierto restos de decoración geométrica, entremezclada con los escudos de Velázquez y Velasco, así como cabezas de madera tallada rematando las esquinas del techo.
Por las armas de los escudos que aparecen dibujados y por estilo de pintura, podemos atribuir como promotores de la decoración del artesonado a Juan Velázquez de Cuéllar, contador mayor de Castilla y fiel servidor de los Reyes Católicos, y a su mujer la ya mencionada María de Velasco y Guevara.
Juan Velázquez, figura importante en el reinado de dichos monarcas, fue primer señor de Villavaquerín y La Sinova, comendador de Membrilla en la Orden de Santiago; paje, caballero continuo y del Consejo de Isabel la Católica, y junto a su mujer, los criadores de San Ignacio de Loyola en Arévalo, villa que defendió con gran ahínco a la muerte de Fernando el Católico, pues tanto de aquella como de las de Trujillo, Olmedo y Madrigal de las Altas Torres era alcaide y gobernador. 
Su nombre figura en el sepulcro del príncipe D. Juan, pues fue Velázquez de su Consejo, su Contador Mayor, su Maestresala, Camarero y uno de sus testamentarios.
También se localizan policromías heráldicas en la escalera que sube a la torre, y detalles de frescos murales en una de las salas de la segunda planta, que permiten imaginar la decoración que en su día sostenían las paredes.